# 長島インターチェンジ
長島インターチェンジ（ながしまインターチェンジ）は東名阪自動車道のインターチェンジである。

## 道路
- E23 東名阪自動車道（27番）

## 接続する道路
- 三重県道7号水郷公園線（国道1号に接続）
- 三重県道117号多度長島線
- 三重県道168号立田長島インター線

## 料金所
- ブース数：4

### 入口
- ブース数：2
  - ETC専用：1
  - ETC/一般：1

### 出口
- ブース数：2
  - ETC専用：1
  - 一般：1

## 周辺
- 長良川河口堰
- 国営木曽三川公園（木曽三川公園センター、東海広場、船頭平河川公園、カルチャービレッジ）
- ニューハートピア温泉・天然温泉ホテル長島（元・厚生年金ハートピア長島）
- 長島駅

## 隣
E23 東名阪自動車道
(26) 弥富IC - (27) 長島IC - (28) 桑名東IC